# Gyrtona camptobasis
Gyrtona camptobasis är en fjärilsart som beskrevs av George Francis Hampson 1897. Gyrtona camptobasis ingår i släktet Gyrtona och familjen nattflyn. Inga underarter finns listade i Catalogue of Life.